# 弦宇宙學
弦宇宙學是個相對較新的領域，主要嘗試以方程式解決早期宇宙複雜的問題。有另一學說：膜宇宙論與本理論相關。

## 概觀
弦宇宙學的近似最早可以溯源到加布里埃萊·韋內齊亞諾的論文。該論文指出持續膨脹的宇宙模型可以自弦論推論得出，與此同時也開啟了一窺大霹靂前宇宙的窗。
這個概念与玻色弦理論中，在彎曲空間上玻色弦（也就是非線性σ模型）的性質有關。計算表明，反映模型的度规随能量标度的跑动情况的β函數與里奇曲率張量成正比，導致里奇流的產生。因為此模型有共形不變性，為了得到一個自洽的量子場論，我們對他進行量子化，这一對稱性仍須維持，也就是不能出現微擾反常。因此β函數必須為零，这时前述的方程將退化成愛因斯坦重力場方程式。雖然愛因愛因斯坦重力場方程式在此似乎不太適用，但无论如何，这个结论是有趣的，表明二維弦論的模型产生更高維度的物理。有趣的是，在平坦空间中的弦理论中，需要假定空间的维数为26以保持理论的自洽性；但是描述弯曲空间中的弦论时不需要这一假定。這是一個重要的提示，告訴我們在愛因斯坦重力場方程式下的物理可以等效地，被二維的共形場論描述。確實，事實上我們可以說宇宙暴脹就是弦宇宙學重要的證據。
在宇宙暴脹以後的演化歷史中，今日被觀測到的宇宙膨脹可以用弗里德曼方程式很好地描述。在这兩個不同的階段之間應有平滑連續的轉換過程，但弦論在解釋這個現象時發生問題，而此問題又被稱作「優雅的退場問題」。
宇宙暴脹理論表明有一純量場來驅動暴脹。弦宇宙學中，這樣的純量場源於脹子場，將該純量項帶入玻色弦的描述就會在低能有效理論下產生純量場。與之對應的场方程式与布萊恩斯-迪克引力理論中的类似。
經過若干的分析，我們已經將臨界維度的數量從26降至4。廣義來說我們能在任意维度的空间中得到弗里德曼方程式；另一個方式是假定一特定的空間維度可以被緊化成有效的四維空間理論來處理。這樣的理論就是從被緊化的維度引出典型帶有一組純量場的卡魯扎-克萊因理論，同時這樣的場我們叫他膜。

## 數學表達
此部分將列舉出與弦宇宙論有關的方程式。首先是亞歷山大·泊里雅科夫作用量，可以被表示成：
{\displaystyle S_{2}={\frac {1}{4\pi \alpha '}}\int d^{2}z{\sqrt {\gamma }}\left[\gamma ^{ab}G_{\mu \nu }(X)\partial _{a}X^{\mu }\partial _{b}X^{\nu }+\alpha '\ ^{(2)}R\Phi (X)\right],}
{\displaystyle \ ^{(2)}R}是二維空間下的里奇純量；{\displaystyle \Phi }則是膜場，而{\displaystyle \alpha '} 是弦常數。{\displaystyle a,b}取1或2，而{\displaystyle \mu ,\nu } 從{\displaystyle 1,\ldots ,D}，其中D是系統所在維度。可以加上其他的反對稱場——當我們希望作用量“自动”產生暴脹的位能时，通常會考慮加入反对称场。在其它情形下，我们可以人为加入一泛型位能和宇宙常數。
以上的作用量有共形不變性，這是二維黎曼流形的性質。由于微擾反常，在量子層面上共形不變性可能被破壞，當這樣的對稱性破壞生時，理論会丟失么正性而變得不那麼完備。所以有必要要求共形不變性在微擾理論的任意一阶都保持不變。微擾理論只是為了給出量子場論的近似解。事实上，β函數在兩圈圖下具有如下形式：
{\displaystyle \beta _{\mu \nu }^{G}=R_{\mu \nu }+2\alpha '\nabla _{\mu }\Phi \nabla _{\nu }\Phi +O(\alpha '^{2}),}
以及
{\displaystyle \beta ^{\Phi }={\frac {D-26}{6}}-{\frac {\alpha '}{2}}\nabla ^{2}\Phi +\alpha '\nabla _{\kappa }\Phi \nabla ^{\kappa }\Phi +O(\alpha '^{2}).}
我們假設共形不變性成立，代表：
{\displaystyle \beta _{\mu \nu }^{G}=\beta ^{\Phi }=0,}
就可以得出對應的低能量作用量方程式。這樣的條件只能在攝動的條件下被滿足，并且在微擾理論的任意一阶都应该满足。{\displaystyle \beta ^{\Phi }}表达式中的第一項只是玻色弦在平坦時空下的微擾反常項。但在這裡即使{\displaystyle D\neq 26}（进而第一項不等於0），其它項也可能與該項相消，以至於理論中沒有反常項。大霹靂前事件的宇宙學模型可以由此建構出來。的確，此低能量方程式可以從以下作用量中得到：
{\displaystyle S={\frac {1}{2\kappa _{0}^{2}}}\int d^{D}x{\sqrt {-G}}e^{-2\Phi }\left[-{\frac {2(D-26)}{3\alpha '}}+R+4\partial _{\mu }\Phi \partial ^{\mu }\Phi +O(\alpha ')\right],}
{\displaystyle \kappa _{0}^{2}}是永遠可以由重新定義膜場而被改變的常數，我們可以利用愛因斯坦參考系，按如下方式重新定義場，改寫此作用量成我們更熟悉的形式。
{\displaystyle \,g_{\mu \nu }=e^{2\omega }G_{\mu \nu }\!,}
{\displaystyle \omega ={\frac {2(\Phi _{0}-\Phi )}{D-2}},}
用{\displaystyle {\tilde {\Phi }}=\Phi -\Phi _{0}}我們可以寫下：
{\displaystyle S={\frac {1}{2\kappa ^{2}}}\int d^{D}x{\sqrt {-g}}\left[-{\frac {2(D-26)}{3\alpha '}}e^{\frac {4{\tilde {\Phi }}}{D-2}}+{\tilde {R}}-{\frac {4}{D-2}}\partial _{\mu }{\tilde {\Phi }}\partial ^{\mu }{\tilde {\Phi }}+O(\alpha ')\right],}
其中：
{\displaystyle {\tilde {R}}=e^{-2\omega }[R-(D-1)\nabla ^{2}\omega -(D-2)(D-1)\partial _{\mu }\omega \partial ^{\mu }\omega ].}
這是描述“純量場與重力場在D維度下的交互作用”的愛因斯坦作用量的表達式。的確，下列恆等式成立：
{\displaystyle \kappa =\kappa _{0}e^{2\Phi _{0}}=(8\pi G_{D})^{\frac {1}{2}}={\frac {\sqrt {8\pi }}{M_{p}}},}
{\displaystyle G_{D}}為D維度下的牛頓常數，{\displaystyle M_{p}}為相應的普朗克質量。當我們在此作用量中設定{\displaystyle D=4}时，暴脹的條件並不被滿足——除非在弦理論的作用量加入位能或是反對稱項，在那樣的情形中指數暴脹是可能發生的。

## 註腳
1. ↑  
Veneziano, G. . Physics Letters B. 1991, 265 (3–4): 287. Bibcode:1991PhLB..265..287V. doi:10.1016/0370-2693(91)90055-U.
2. ↑  Friedan, D.  (PDF). Physical Review Letters. 1980, 45 (13): 1057  [2019-01-12]. Bibcode:1980PhRvL..45.1057F. doi:10.1103/PhysRevLett.45.1057. （原始内容 (PDF)存档于2020-08-24）.
3. 1 2  1
Easther, R.; Maeda, Kei-ichi; Wands, D. . Physical Review D. 1996, 53 (8): 4247. Bibcode:1996PhRvD..53.4247E. arXiv:hep-th/9509074 . doi:10.1103/PhysRevD.53.4247.

## 外部連結
- String cosmology on arxiv.org （页面存档备份，存于）
- Maurizio Gasperini's homepage （页面存档备份，存于）